# Thurgauische Bodman-Stiftung
Die Thurgauische Bodman-Stiftung betreibt ein Literaturhaus in Gottlieben und eine Gedenkstätte für den Dichter und Schriftsteller Emanuel von Bodman (1874–1946).

## Emanuel von Bodman
Die Stiftung ist Träger einer Gedenkstätte für den Schriftsteller Emanuel von Bodman. Er wählte am Anfang des 20. Jahrhunderts die Bodenseeregion, um seiner Tätigkeit als Dichter und Schriftsteller nachzugehen. Anerkennung wurde ihm von Hermann Hesse, Rainer Maria Rilke und Stefan Zweig zuteil, mit denen er in Briefkontakt stand. Nach dem Studium kehrte er in die Bodenseeregion zurück, und die Schweiz wurde seine Wahlheimat. Bodman wohnte zunächst gegenüber dem Schloss Gottlieben auf Tägerwiler Gemeindegebiet. Nach der Heirat mit seiner dritten Frau Clara Herzog bezog er das Haus am Dorfplatz von Gottlieben, in dem beide bis zu ihrem Tode wohnten. Heute befindet sich dort die Thurgauische Bodman-Stiftung. Sie basiert auf dem letzten Willen von Emanuel von Bodman, wobei sich die Stiftung am Geiste der Schenkung vom 21. Februar 1961 von Freifrau Clara zu orientieren hat.

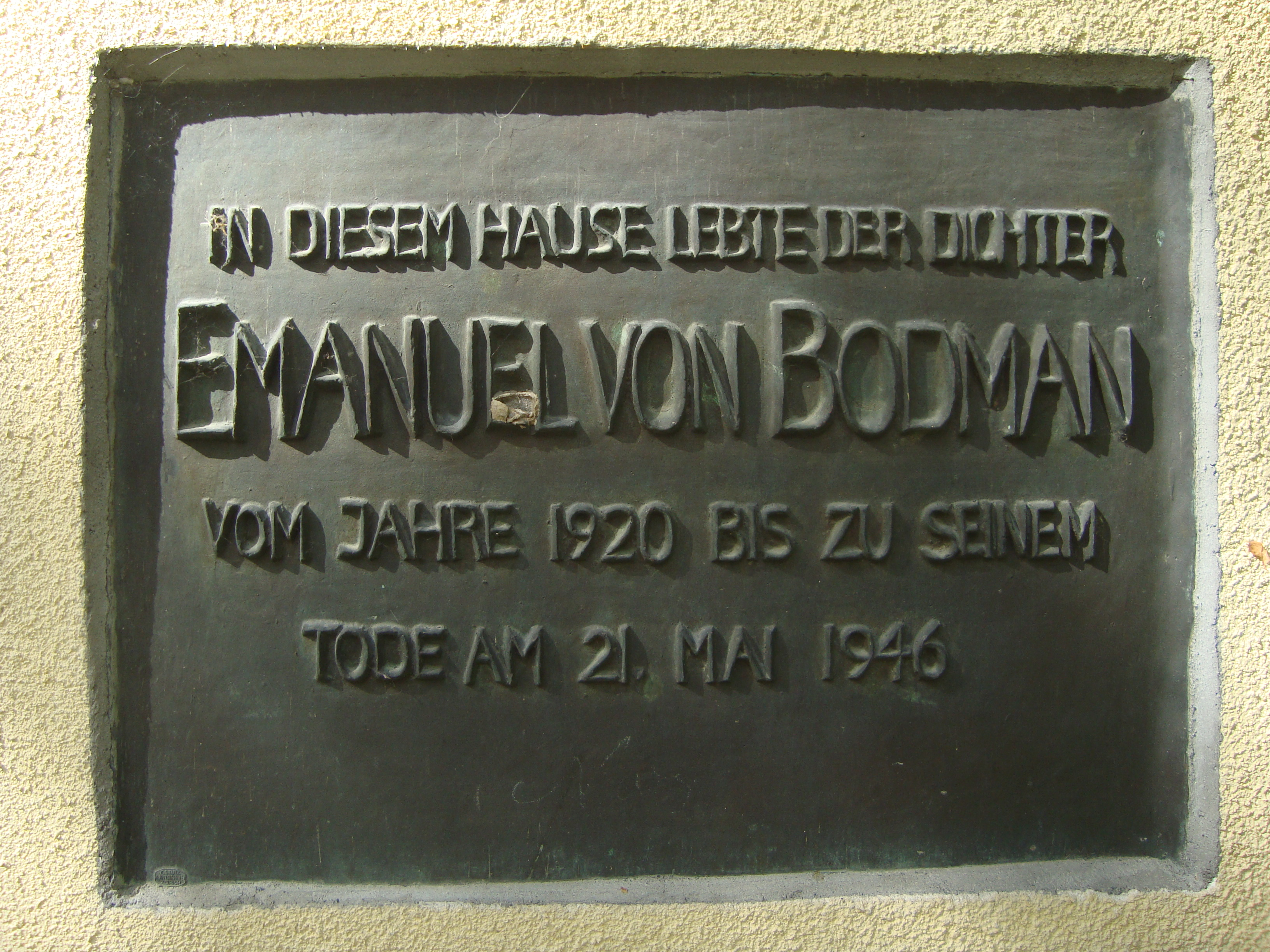
Gedenktafel am Bodmanhaus

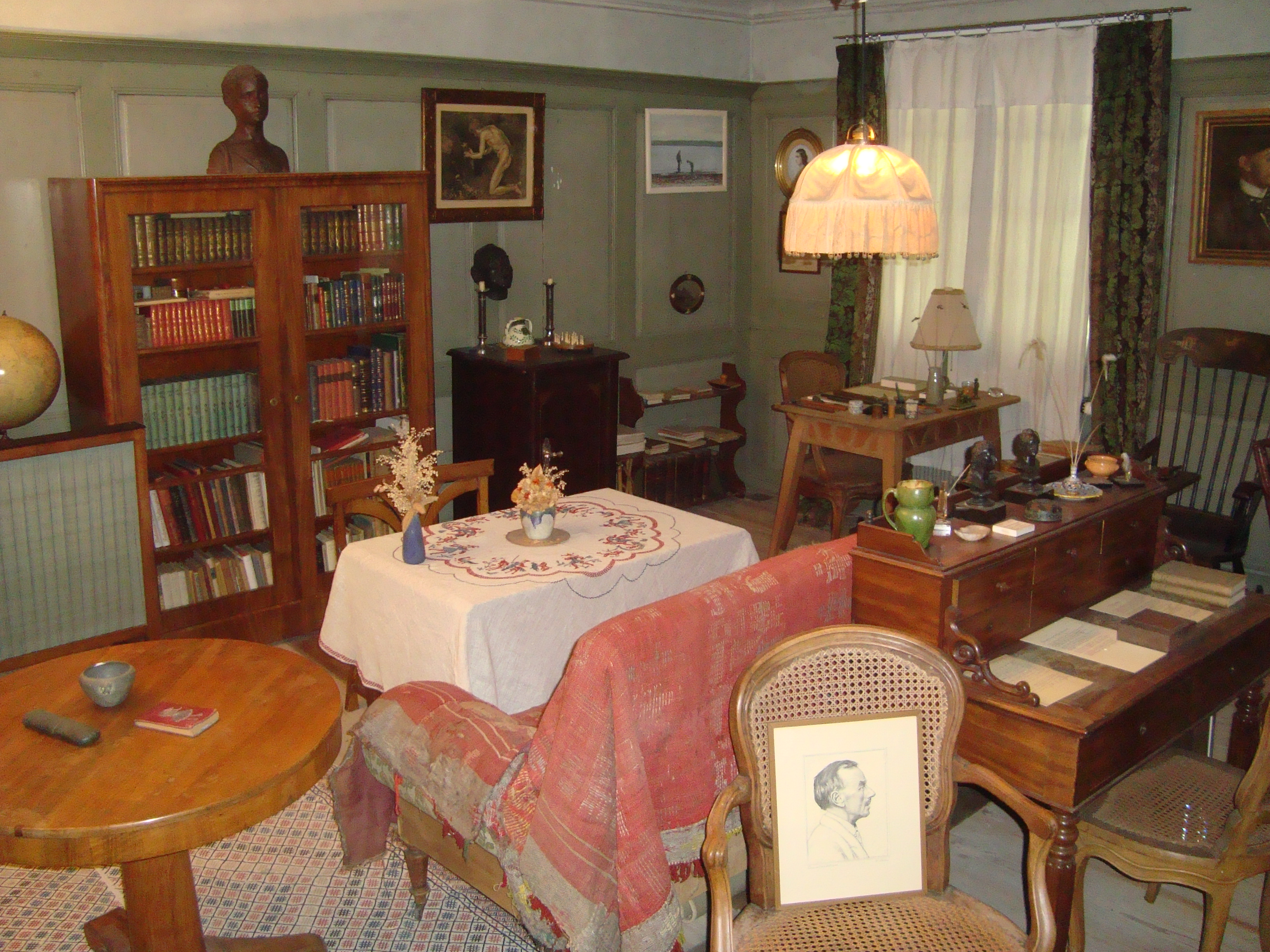
Das Dichterzimmer im Bodmanhaus

## Gründung der Thurgauischen Bodman-Stiftung
Freiherr Emanuel von Bodman stammt aus dem wohl ältesten Grafengeschlecht Deutschlands, dessen Wurzeln in Überlingen liegen, wo die Bodmansche Familienstiftung ihre Familienbesitztümer verwaltet. Der Adelstitel Freiherr stammt von seinem Vater, der den Titel von seiner alteingesessenen Familie vererbt bekommen hatte. Ein Schloss befindet sich von jeher im Familienbesitz. Emanuel von Bodman verfügte in seinem Testament, dass das Haus am Dorfplatz nach dem Ableben seiner Frau in den Familienbesitz nach Überlingen übergehe, unter der Bedingung, dass diese ihm als Gegenleistung eine Gedenkstätte widme. Mit dem guten Willen, Emanuel von Bodmans letztem Wunsch nachzukommen, nahm die Familie das Geschenk an, es gebrach jedoch an den Mitteln zur Errichtung einer Gedenkstätte.

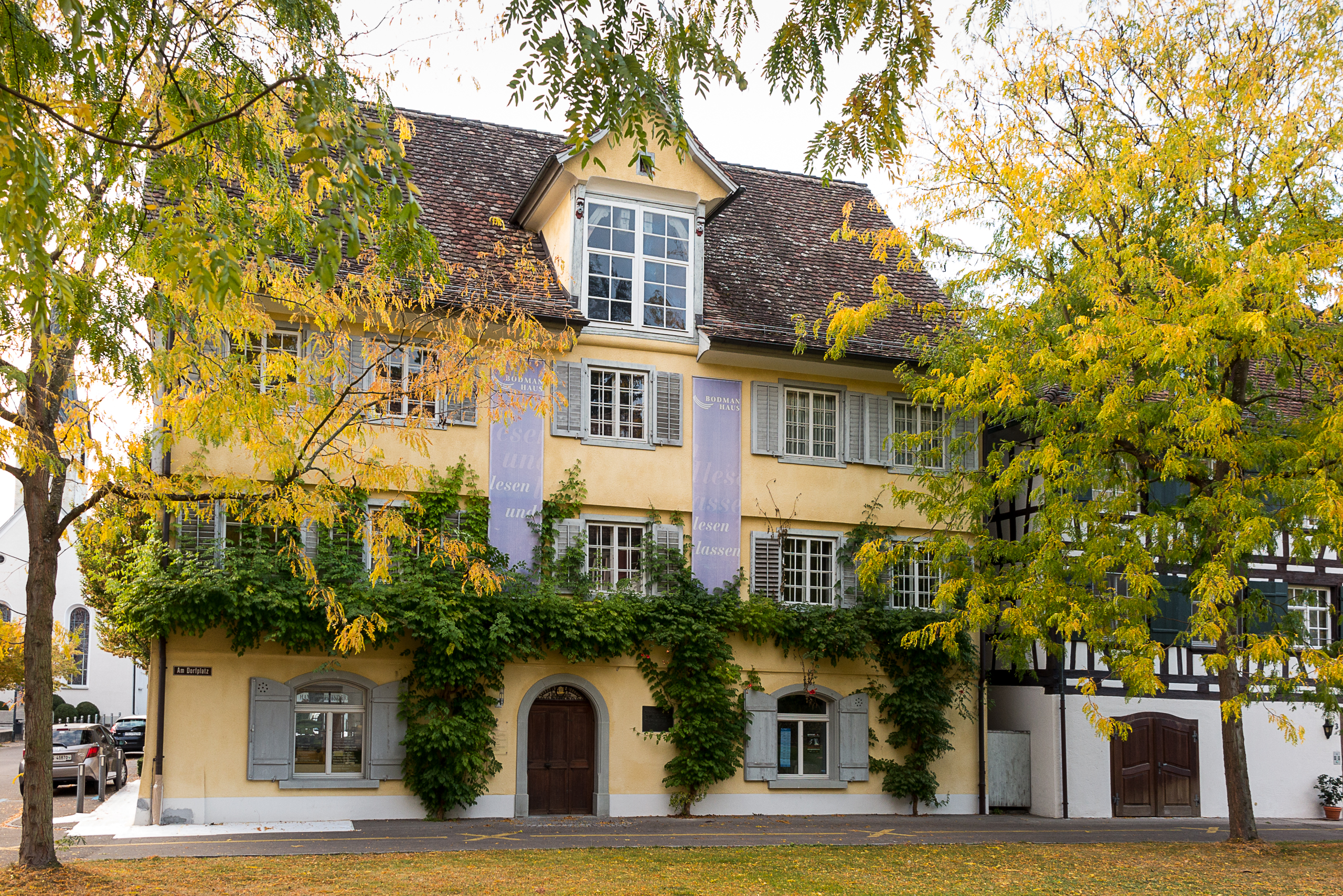
"Bodman-Haus" in Gottlieben

Das Haus am Gottlieber Dorfplatz zerfiel mit der Zeit, Bäume schlugen Fensterscheiben ein und wucherten durch Zimmerdecken und Fussböden, bis Robert Holzach sich des Problems annahm. Da er in Kreuzlingen aufgewachsen ist, kannte er die Gegend und das Haus und war auch dem Schriftsteller begegnet. Er traf Robert Fürer, mit dem er nach Überlingen reiste, wo sie Wilderich Graf von und zu Bodman vorschlugen, ihnen das Haus zu überlassen, um eine Gedenkstätte für Emanuel von Bodman zu errichten. Er überliess ihnen das Haus, das damals 50'000 Franken wert war. Zusammen mit dem ebenso hohen Startkapital Robert Holzachs wurde am 3. Juli 1996 die Thurgauische Bodman-Stiftung gegründet. Drei Jahre später trat die Stiftung, die das Haus nunmehr aufwändig und behutsam renoviert hatte, an die Kulturstiftung des Kantons Thurgau heran mit der Bitte, ein Programm für die Nutzung des Hauses zu erarbeiten und für eine Probezeit von drei Jahren dessen Kosten zu tragen. Der damals für Literatur zuständige Stiftungsrat Jochen Kelter nahm das Experiment in Angriff, und im April 2000 wurde das thurgauische Literaturhaus eröffnet.

## Aufgaben und Angebote der Stiftung
Das Literaturhaus besteht aus fünf Hauptteilen: 
- die Autoren, die Lesungen halten,
- die Stipendiaten, die im Bodman-Haus einlogiert sind,
- die Ausstellungen mit Themen zur Literatur,
- die Buchbinderei als Ort des handwerklichen Schaffens (als Kontrast neben dem Ort des Denkens und geistigen Schaffens),
- die Bodman-Werkauswahl, die seit 2000 herausgegeben wird.